# Lomas Ridge
Lomas Ridge ist ein bis zu 3 km langer Gebirgskamm im Südosten der westantarktischen James-Ross-Insel. Mit nordnordwest-südsüdöstlicher Ausrichtung ragt er auf halbem Weg zwischen dem Jefford Point und dem Tortoise Hill auf.
Das UK Antarctic Place-Names Committee benannte ihn 1995 nach Simon Andrew Lomas (* 1965), Geologe des British Antarctic Survey, der an der Erkundung dieses Gebiets zwischen 1994 und 1995 beteiligt war.